# الطريق السيار طنجة المتوسط - الرباط
الطريق السيار طنجة المتوسط - الرباط (A5) هو طريق سيار يربط بين الرباط و ميناء طنجة المتوسط.

## تاريخ

### مقطع طنجة الرباط
- 1995: افتتاح مقطع الرباط - القنيطرة بطول 40 كلم.
- 1996: افتتاح مقطع القنيطرة - العرائش بطول 110 كلم.
- 1999: افتتاح مقطع العرائش - سيدي اليماني بطول 28 كلم.
- 2002: افتتاح مقطع سيدي اليماني - أصيلة بطول 15 كلم.
- 2005: افتتاح مقطع أصيلة - طنجة بطول 30 كلم.

### الطريق المداري الرباط
تم إحداث هذا المقطع بغلاف مالي وصل إلى 3.2 مليار درهم، بالإضافة إلى بناء جسر محمد السادس، وقد تم افتتاح هذا المقطع في 2016 بطول 41 كلم.